# HMS H43
Pour les articles homonymes, voir H43.
Le HMS H43 est un sous-marin de classe H construit pour la Royal Navy par Armstrong Whitworth à Newcastle upon Tyne, dans le cadre du groupe 3. Sa quille est posée en 4 octobre 1917 et il fut mis en service le 25 novembre 1919. Il avait un effectif de vingt-deux membres d’équipage.
Le HMS H43 est l’un des sept sous-marins de classe H à survivre jusqu’à la fin de la Seconde Guerre mondiale. Il a été vendu en novembre 1944 et démoli à Troon en 1945.

## Conception
Le H43 est un sous-marin de type Holland 602, mais il a été conçu pour répondre aux spécifications de la Royal Navy. Comme tous les sous-marins britanniques de classe H postérieurs au HMS H20, le H43 avait un déplacement de 440 tonnes en surface, et de 500 t en immersion. Il avait une longueur totale de 52 m, un maître-bau de 4,67 m, et un tirant d'eau de 3,81 m.
Il était propulsé par un moteur Diesel d’une puissance de 480 ch (360 kW) et par deux moteurs électriques fournissant chacun une puissance de 320 ch (240 kW). Le sous-marin avait une vitesse maximale en surface de 13 nœuds (24 km/h). En utilisant ses moteurs électriques, le sous-marin pouvait naviguer en immersion à 11 nœuds (20 km/h). Il transportait normalement 18,1 tonnes de carburant, mais il avait une capacité maximale de 20 tonnes. Les sous-marins britanniques de classe H post-H20 avaient un rayon d'action de 2 985 milles marins (5 528 km) à la vitesse de 7,5 nœuds (13,9 km/h) en surface,.
Le H43 était armé d’un canon antiaérien et de quatre tubes lance-torpilles de 21 pouces (533 mm) montés dans la proue. Il emportait huit torpilles. Son effectif était de vingt-deux membres d’équipage.